# Svenska penninglotteriet
Svenska penninglotteriet AB var ett av Svenska staten ägt bolag som organiserade lotterier i form av penninglotter. Bolaget bildades 1938 och upplöstes när det 1997 gick upp i Svenska Spel. Företaget var från 1975 baserat i Visby.

## Bakgrund
En föregångare var det av Gustav III bildade nummerlotteriet som verkade mellan 1771 och 1841. När detta lades ner av etiska skäl uppstod många liknande spel i Sverige och spel bedrevs på lotterier anordnade i andra länder som Danmark, Tyskland (Hamburg) och Ungern. Från 1897 började penninglotterier arrangeras under åren för specifika kulturella ändamål, som för Nordiska museet, Baltiska utställningen i Malmö 1914, Göteborgsutställningen 1923 
Efter upprepade motioner i Sveriges riksdag bildades bolaget 1938 med ett aktiekapital på 100 000 kronor, och spel började arrangeras från 1939.

## Verksamhet
Företaget omsatte 1993 3,8 miljarder kronor med ett överskott till staten på 1,6 miljarder som tillföll statskontoret. Överskottet användes till anslag till allmännyttiga och kulturella ändamål.

### Lotteriet
1948 kostade lotterna 10 kronor med påslag för skatt 2 kronor och 1 kronor till försäljningsstället. Högsta antalet lotter var 1,5 miljoner och dragning skedde en gång i månaden, enbart baserat på lottsedelns nummer. 1948 var högsta totala vinstsumman 5,775 miljoner kronor med två högsta vinster på 100 000 och fyra på 50 000 kronor och med lägsta vinst på 25 kronor. 2021 var högsta vinsten på en Penninglott 3 000 000 kr och en lott kostade 50 kr. 1 december 2021 utgick Penninglotten ur Svenska Spels sortiment.